# Wörnitz (kommune)
Wörnitz er en kommune i Landkreis Ansbach i Regierungsbezirk Mittelfranken i den tyske delstat Bayern. Den er en del af Verwaltungsgemeinschaft Schillingsfürst.

## Geografi
Wörnitz ligger ved floden Wörnitz, vest for Ansbach i Naturpark Frankenhöhe.

### Nabokommuner
Nabokommunmerne er (med uret fra nord):
- Diebach
- Schillingsfürst
- Dombühl
- Feuchtwangen
- Schnelldorf
- Wettringen

### Landsbyer og bebyggelser
I kommunen ligger disse landsbyer og bebyggelser:
- Bottenweiler
- Erzberg
- Oberwörnitz
- Wörnitz
- Mühlen
- Bastenau
- Ulrichshausen